# エルトン・ブランド
エルトン・タイロン・ブランド（Elton Tyron Brand, 1979年3月11日 - ）は、アメリカ合衆国・ニューヨーク州ピークスキル出身の元プロバスケットボール選手。ポジションはパワーフォワード。NBAのロサンゼルス・クリッパーズなどで活躍の後、2015年に一旦引退したが、2016年に現役復帰し、フィラデルフィア・76ersで再びプレー。現在は76ersのGMを務めている。

## 経歴

### 学生時代
地元のピークスキル高校に進学したブランドは、即戦力として活躍。将来、ブランドと同じくNBA選手となるロン・アーテストと一戦を交えることもあった。またブランドに対する評価はうなぎ上りで、地元では英雄だったという。卒業までの間、チームを優勝に導くなど、なんとも輝かしい高校時代だった。大学は数々のNBA選手を輩出している名門デューク大学に進学。名将マイク・シャシェフスキーのもとで二年間プレーした。シェーン・バティエらとチームメイトになった。NCAAでプレイすると知名度はますます上がった。デューク大学には2年間通ったが、その後、同大学史上初めてとなるアーリーエントリーによるNBA入りを決めた。

### NBA
1999年のNBAドラフトでシカゴ・ブルズから全体1位指名を受け、華々しくNBAデビューを飾った。1年目の1999-00シーズンから1位指名の名に恥じない好成績を残した。当時、ブルズは再建中であったために、その年はわずか17勝に留まってしまう。それでもブランドはチームの中心選手として、（ブルズの）得点とリバウンドの記録では二冠だった。翌シーズンも同様、チームでは二冠だったが、ブルズはわずか15勝という不名誉な結果を残してしまった。しかしながらブルズでの2シーズン、ブランド自身はルーキー・オブ・ザ・イヤー（新人王）を受賞するなど、個人成績では大活躍だった。ちなみに、平均得点と平均リバウンドでは、シーズンを通してダブル・ダブルだった。
多くのNBAファン、そしてシカゴファンがブルズ再建の鍵がブランドにあると思っていた中、2001年のNBAドラフト開催日にロサンゼルス・クリッパーズが3位で指名したタイソン・チャンドラーらと交換でクリッパーズに放出されてしまう。移籍後、こちらも低迷が続いていたクリッパーズの主軸として好成績を残した。クリッパーズの選手としては久しぶりにNBAオールスターゲームに選出されるなどしたが、チームは負け越しのシーズンを繰り返し、ブランドにとっても我慢の時が続いた（同時に、クリッパーズは数年掛けて選手を整えていく）
2005-06シーズンはNBAデビュー以来、最も好成績を残したシーズンになった。開幕から絶好調が続き、チームも勝ち星を重ねた。ブランドは二度目のオールスターゲームにも出場。その後、チームは9年ぶりとなるプレイオフに出場した。2回戦でフェニックス・サンズ相手に敗れたものの、この時、ブランドはMVP候補に挙げられていた。しかしながら、プレイオフでクリッパーズを打ち負かしたスティーブ・ナッシュがMVPを受賞した。
2006年は日本で開催されたバスケットボール世界選手権にアメリカ代表として出場。銅メダルを獲得した。
2007-08シーズン、アキレス腱断裂のため開幕からシーズンのほとんどを欠場し不本意な結果に終わった。その後2008年オフ、FAとなったブランドだが、大方の予想ではクリッパーズと再契約すると見込まれていた。ところがクリッパーズの提示した金額はフランチャイズ・プレイヤーであるブランドに値するものではなく、ブランドに以前から興味を示していたフィラデルフィア・76ersと契約し、9年間在籍したロサンゼルスを離れることとなった。
2012年7月6日、アムネスティ条項によってシクサーズを解雇され、その後ダラス・マーベリックスと契約を結んだ。
2013年7月15日、アトランタ・ホークスに移籍。2015年8月11日、現役引退を表明したが、 2016年1月4日に古巣であるフィラデルフィア・76ersとの契約に合意し、現役復帰。2016-17シーズン開幕前の10月20日、再び引退を表明。12月5日に76ersの選手育成コンサルタントに就任した。2017年8月28日、76ers傘下のデラウェア・87ersのGMに就任した。
2018年に前任のブライアン・コランジェロバスケットボール運営部門代表兼GMがtwitterで複数のアカウントを作成し、チームの選手や他チームのGMを非難、公になっていないチームの内部情報を流出させた(情報をtwitterで公開していたのはコランジェロの妻ということが判明している)責任を取り辞職した。その後釜とし2018年9月20日にブランドが76ersのGMに就任した。

## 代表歴
- 1997年 ナイキ・フープサミット
- 1998年 グッドウィルゲームズ
- 1999年 シドニー・オリンピック大陸予選
- 2002年バスケットボール世界選手権
- 2003年 アテネオリンピックアメリカ大陸予選
- 2006年バスケットボール世界選手権

## プレースタイル
屈強な身体を生かしたプレイが魅力的なパワーフォワード。
203cmの身長ながら227cmという長い腕を持ち、リバウンド、ブロックでチームに貢献し、得点能力も非常に高い。1on1に強く、シューティングタッチが良いことでも知られる。全盛期にはティム・ダンカン、ケビン・ガーネットに並ぶPFとされていた。
チーム練習時間の1時間前から練習を始めるなど、真面目な性格でも有名で、チームメイトからの信頼は厚い選手だった。

## 個人成績

### NBA

#### レギュラーシーズン
| シーズン     | チーム       | GP   | GS  | MPG  | FG%  | 3P%   | FT%  | RPG  | APG | SPG | BPG | PPG  |
| ------------ | ------------ | ---- | --- | ---- | ---- | ----- | ---- | ---- | --- | --- | --- | ---- |
| 1999–00      | CHI          | 81   | 80  | 37.0 | .482 | .000  | .685 | 10.0 | 1.9 | .8  | 1.6 | 20.1 |
| 2000–01      | CHI          | 74   | 74  | 39.3 | .476 | .000  | .708 | 10.1 | 3.2 | 1.0 | 1.6 | 20.1 |
| 2001–02      | LAC          | 80   | 80  | 37.8 | .527 | ---   | .742 | 11.6 | 2.4 | 1.0 | 2.0 | 18.2 |
| 2002–03      | LAC          | 62   | 61  | 39.6 | .502 | .000  | .685 | 11.3 | 2.5 | 1.1 | 2.5 | 18.5 |
| 2003–04      | LAC          | 69   | 68  | 38.7 | .493 | .000  | .773 | 10.3 | 3.3 | .9  | 2.2 | 20.0 |
| 2004–05      | LAC          | 81   | 81  | 37.0 | .503 | .000  | .752 | 9.5  | 2.6 | .8  | 2.1 | 20.0 |
| 2005–06      | LAC          | 79   | 79  | 39.2 | .527 | .333  | .775 | 10.0 | 2.6 | 1.0 | 2.5 | 24.7 |
| 2006–07      | LAC          | 80   | 80  | 38.5 | .533 | 1.000 | .761 | 9.3  | 2.9 | 1.0 | 2.2 | 20.5 |
| 2007–08      | LAC          | 8    | 6   | 34.3 | .456 | ---   | .787 | 8.0  | 2.0 | .4  | 1.9 | 17.6 |
| 2008–09      | PHI          | 29   | 23  | 31.7 | .447 | ---   | .676 | 8.8  | 1.3 | .6  | 1.6 | 13.8 |
| 2009–10      | PHI          | 76   | 57  | 30.2 | .480 | .000  | .738 | 6.1  | 1.4 | 1.1 | 1.1 | 13.1 |
| 2010–11      | PHI          | 81   | 81  | 34.7 | .512 | .000  | .780 | 8.3  | 1.5 | 1.1 | 1.3 | 15.0 |
| 2011–12      | PHI          | 60   | 60  | 28.9 | .494 | .000  | .733 | 7.2  | 1.6 | 1.0 | 1.6 | 11.0 |
| 2012–13      | DAL          | 72   | 18  | 21.2 | .473 | .000  | .710 | 6.0  | 1.0 | .7  | 1.3 | 7.2  |
| 2013–14      | ATL          | 73   | 15  | 19.4 | .539 | .000  | .649 | 4.9  | 1.0 | .5  | 1.2 | 5.7  |
| 2014–15      | ATL          | 36   | 4   | 13.5 | .442 | .000  | .522 | 2.8  | .6  | .5  | .7  | 2.7  |
| 2015–16      | PHI          | 17   | 1   | 13.2 | .431 | .000  | .889 | 3.7  | 1.1 | .5  | .5  | 4.1  |
| 通算         | 通算         | 1058 | 868 | 33.0 | .500 | .095  | .736 | 8.5  | 2.1 | .9  | 1.7 | 15.9 |
| オールスター | オールスター | 2    | 0   | 18.0 | .563 | ---   | ---  | 8.5  | .5  | .5  | .5  | 9.0  |

#### プレーオフ
| シーズン | チーム | GP | GS | MPG  | FG%  | 3P%  | FT%  | RPG  | APG | SPG | BPG | PPG  |
| -------- | ------ | -- | -- | ---- | ---- | ---- | ---- | ---- | --- | --- | --- | ---- |
| 2006     | LAC    | 12 | 12 | 43.1 | .551 | .000 | .750 | 10.3 | 4.0 | .9  | 2.6 | 25.4 |
| 2011     | PHI    | 5  | 5  | 37.0 | .548 | ---  | .769 | 8.4  | .6  | .4  | 1.2 | 15.6 |
| 2012     | PHI    | 13 | 13 | 27.4 | .465 | ---  | .625 | 4.8  | .5  | .8  | 1.5 | 8.6  |
| 2014     | ATL    | 7  | 0  | 11.6 | .167 | ---  | .800 | 3.3  | .9  | .1  | .9  | 1.1  |
| 2015     | ATL    | 3  | 0  | 1.3  | .000 | ---  | .500 | .3   | .0  | .0  | .0  | .3   |
| 通算     | 通算   | 40 | 30 | 28.6 | .516 | .000 | .719 | 6.3  | 1.6 | .6  | 1.6 | 12.6 |

## その他
- 2001年、エルトン・ブランド財団（Elton Brand Foundation）を設立した。
- 2006年には長年の恋人と結婚（2人はデューク大学の卒業生である）
- 2006年のバスケットボール世界選手権では、彼単独のポスターもお目見えしていた。ただし、観客の歓声はレブロン・ジェームズ、ドウェイン・ウェイド、カーメロ・アンソニーの方が大きかった。
- 近年は映画の製作者としても活動している。